# Alain Chevalier
Pour les articles homonymes, voir Chevalier.
Alain Chevalier est un dirigeant d'entreprise français, né le 16 août 1931 à Alger et mort le 1er novembre 2018 à Megève.
En 1987, il fonde avec Henry Racamier le groupe LVMH dont il est le PDG après avoir dirigé la société Moët et Chandon. Il est à l'initiative de la fusion entre Louis Vuitton et Moët Hennessy. Il a une fille, née en 1988.